# Bazylika św. Pawła w Rabacie
Bazylika św. Pawła (ang. Basilica of St Paul, mal. Bażilika ta' San Pawl) – rzymskokatolicki kościół kolegiacki znajdujący się w maltańskim mieście Rabat, od 2020 noszący godność bazyliki mniejszej.
Świątynia jest wpisana na listę zabytków.

## Historia
Przed wzniesieniem obecnej świątyni znajdował się tu konsekrowany w 1571 roku kościół, którego budowę zakończono w 1578. Budowę stojącego do dziś kościoła rozpoczęto 3 czerwca 1653. Projekt sporządził Francesco Buonamici. 16 kwietnia 1664 pracę nad kościołem przejęli Lorenzo Gafà i Pawluċċju Farmusa. Budowę ukończono w 1683 roku. 4 kwietnia 2020 kościół został wyniesiony do godności bazyliki mniejszej.

## Grota św. Pawła
W podziemiach bazyliki znajduje się tzw. grota św. Pawła. Pierwsza wzmianka o niej pochodzi z 1366. Już w średniowieczu była miejscem kultu związanym ze św. Pawłem, który według Dziejów Apostolskich miał przebywać na Malcie i ukrywać się tutaj przed Rzymianami. Znajdujący się w grocie posąg świętego został ufundowany w 1748 przez Manuela Pinta da Fonsecę, Wielkiego Mistrza joannitów. 
Grota jest celem licznych pielgrzymek. Trzykrotnie odwiedzili ją papieże: w 1990 modlił się w niej Jan Paweł II, w 2010 – Benedykt XVI, a w 2022 – Franciszek.

## Galeria

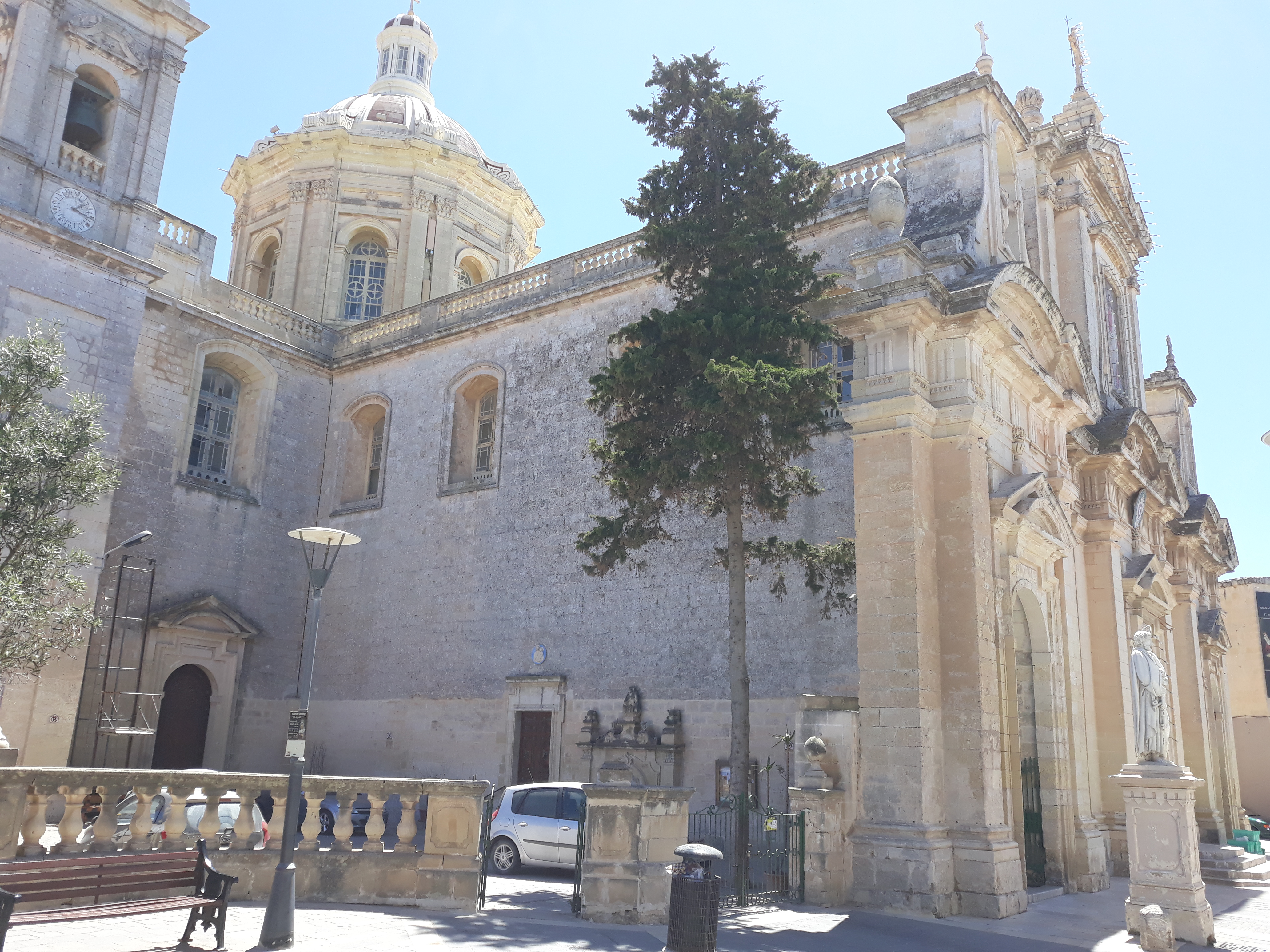
Widok z północy
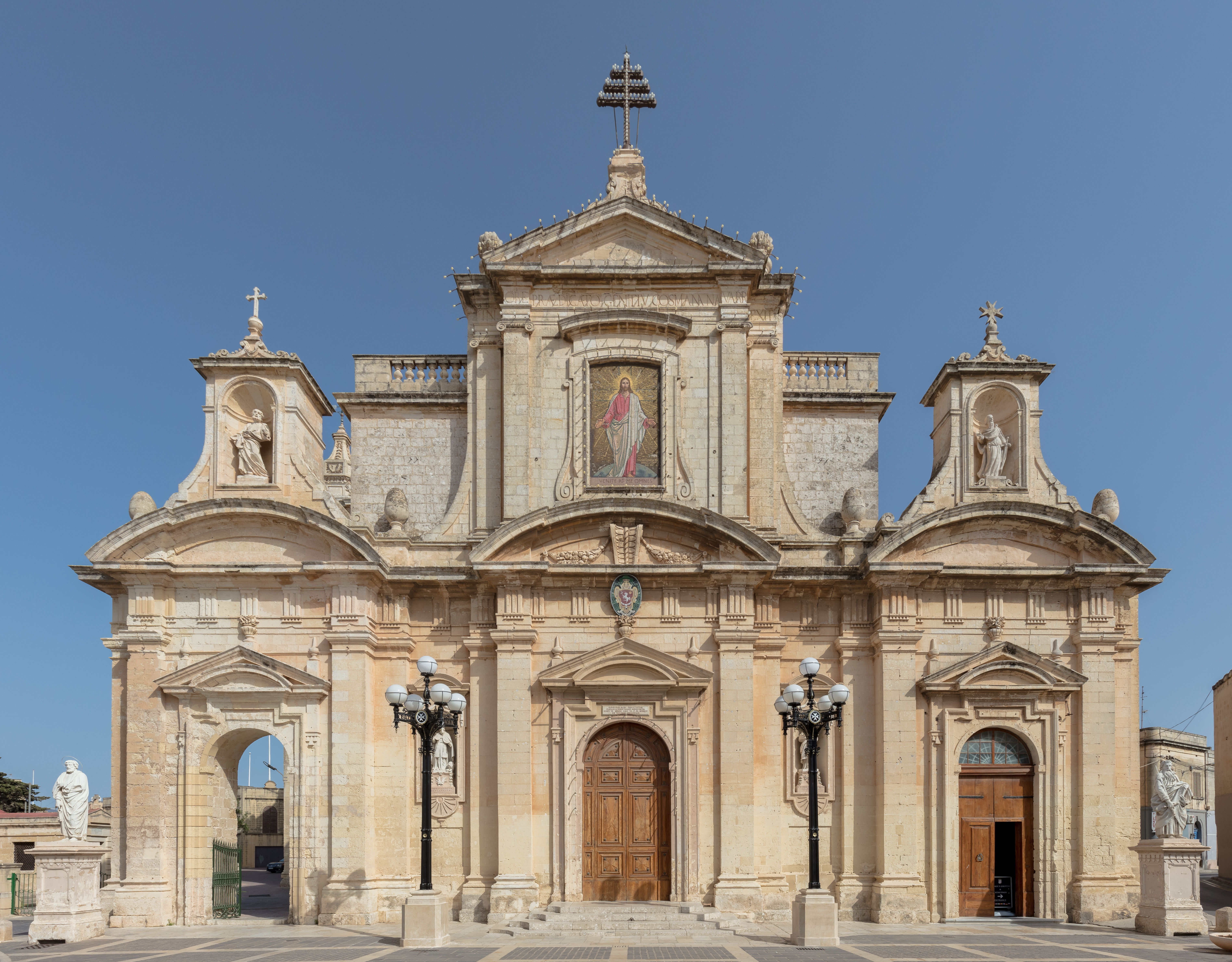
Fasada
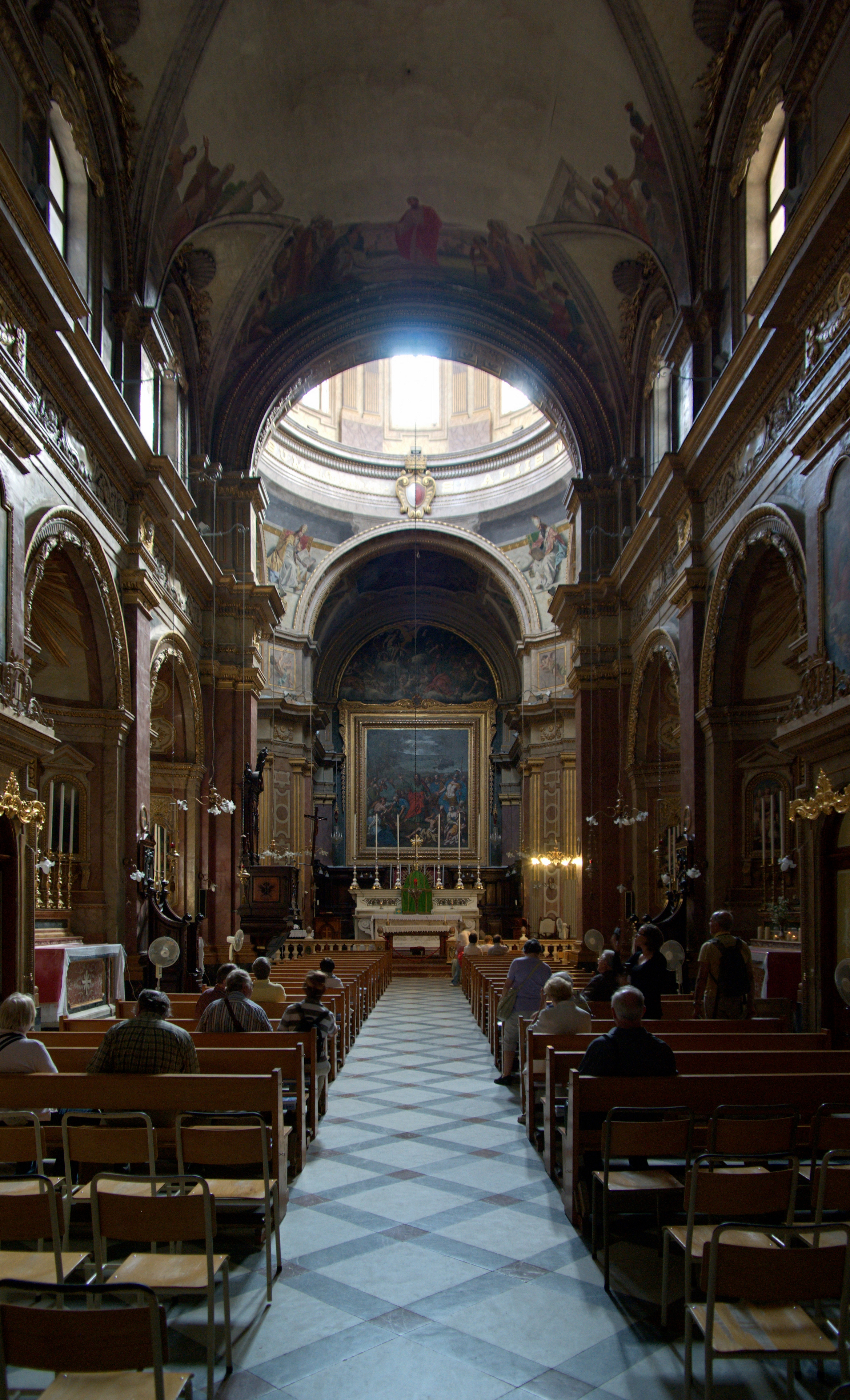
Nawa główna
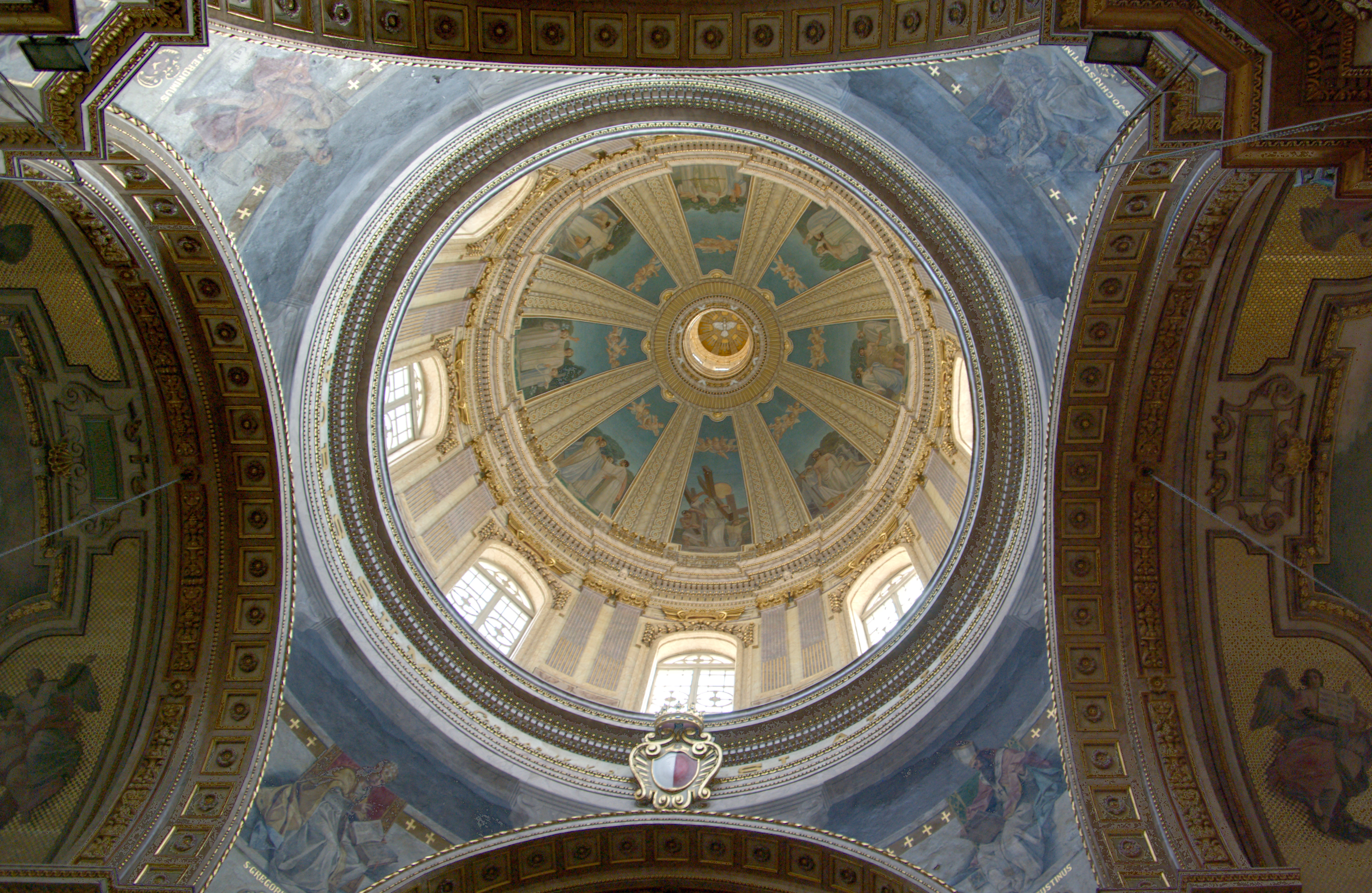
Wnętrze kopuły